# Donja Drežnica
Donja Drežnica (en cyrillique : Доња Дрежница) est un village de Bosnie-Herzégovine. Il est situé sur le territoire de la ville de Mostar, dans le canton d'Herzégovine-Neretva et dans la fédération de Bosnie-et-Herzégovine. Selon les premiers résultats du recensement bosnien de 2013, il compte 741 habitants.

## Histoire
Sur le territoire du village se trouve un site comportant une inscription de Mastan Bubanjić, gravée dans la roche, et remontant au XIVe siècle ; ce site est inscrit sur la liste des monuments nationaux de Bosnie-Herzégovine. La nécropole de Crkvina abrite 17 stećci, un type particulier de tombes médiévales ; avec les vestiges d'une église médiévale, la nécropole est elle aussi classée.

## Démographie

### Évolution historique de la population
| 1948 | 1953 | 1961 | 1971 | 1981 | 1991 | 2013 |
| ---- | ---- | ---- | ---- | ---- | ---- | ---- |
| -    | -    | 735  | 858  | 903  | 845  | 741  |

|  |

### Communauté locale
En 1991, Donja Drežnica faisait partie de la communauté locale de Drežnica qui comptait 3 076 habitants, répartis de la manière suivante :